# Capnobotes unodontus
Capnobotes unodontus är en insektsart som beskrevs av Rentz, D.C.F. och Birchim 1968. Capnobotes unodontus ingår i släktet Capnobotes och familjen vårtbitare. Inga underarter finns listade i Catalogue of Life.